# هارولد بيلنغز
هارولد بيلنغز (بالإنجليزية: Harold Billings)‏ هو أمين مكتبة أمريكي، ولد في 12 نوفمبر 1931 في Cain City, Texas ‏ في الولايات المتحدة، وتوفي في 29 نوفمبر 2017.